# Chlorochadisra umbra
Chlorochadisra umbra är en fjärilsart som beskrevs av Sergius G. Kiriakoff 1954. Chlorochadisra umbra ingår i släktet Chlorochadisra och familjen tandspinnare. Inga underarter finns listade i Catalogue of Life.